# Long Tank Thor (estágio de foguete)

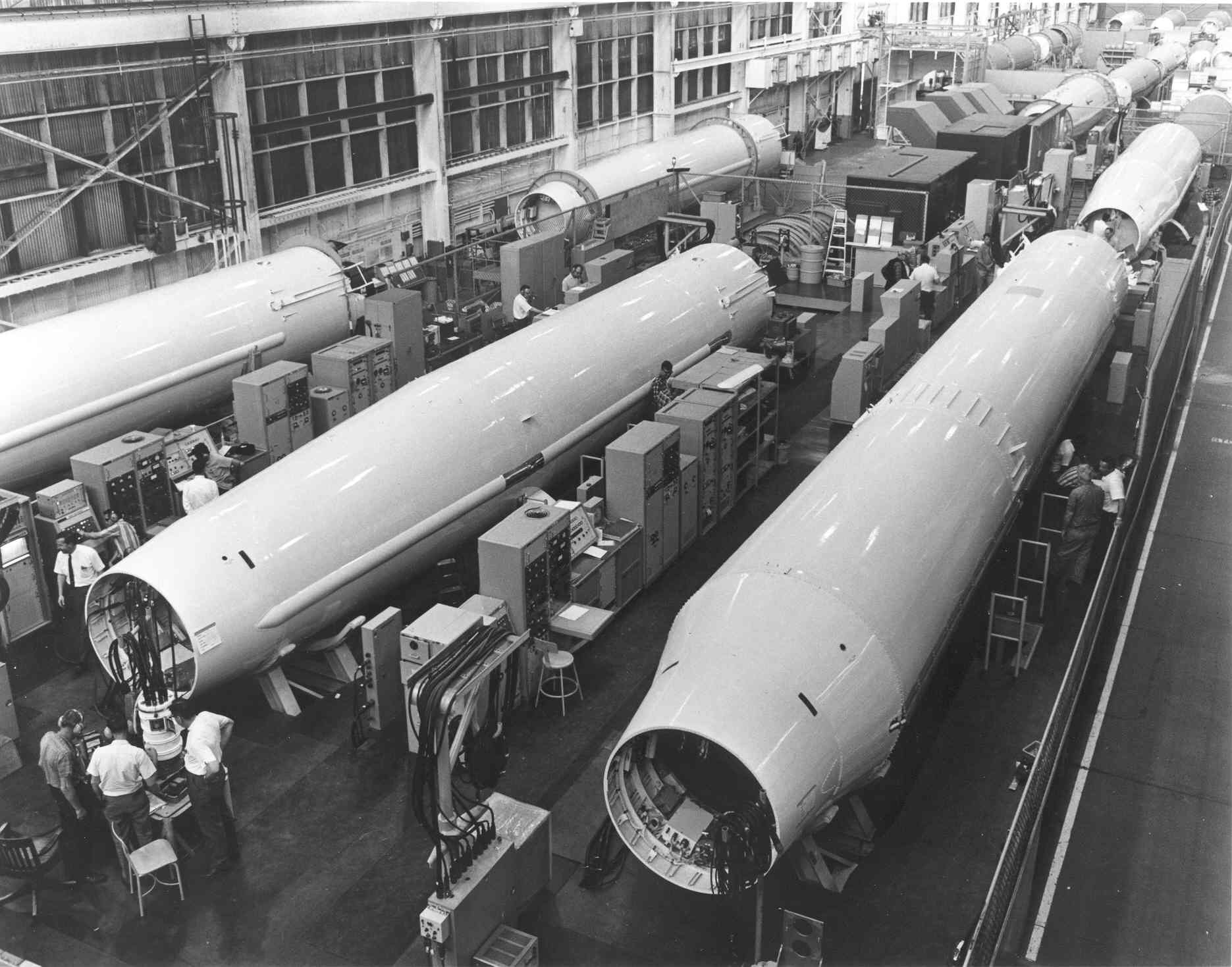
Linha de montagem, onde se vê um Thor original a esquerda, e um Long Tank Thor a direita.

O Long Tank Thor, foi um estágio de foguete, derivado do foguete Thor original. 
Esse estágio derivado, teve o tanque superior, que originalmente era um cone truncado, transformado num cilindro. Além disso, 
os dois tanques foram aumentados, passando esse estágio, a ter 4,3 metros a mais que o original. 
Ele foi usado nos foguetes: 
- Thorad-Agena, da família Thor e
- Os modelos L, M e N da família de foguetes Delta